# Sevanmeer
Het Sevanmeer (Armeens: Սևանա լիճ) is het grootste meer van Armenië en tevens van het Kaukasusgebied. Het meet 1264 km² en heeft een grootste diepte van 99 m. Het ligt op 1914 meter hoogte en is daarmee ook een van de hoogstgelegen grote meren van de wereld. Het meer maakt deel uit van het Nationaal park Sevan.
Het Sevanmeer, dat vroeger bekend was onder de naam Geghamzee, ligt in het oosten van het land, in de provincie Gecharkoenik. Het wordt door verschillende rivieren gevoed en heeft één afvoer, de rivier de Razdan, die het meer in het noordwesten verlaat. Het meer behoort via de Razdan tot het stroomgebied van de Aras, die via de Koera in de Kaspische Zee uitmondt.
Het waterpeil van het meer is de afgelopen eeuw door menselijk ingrijpen circa twintig meter gedaald. Aan de oevers zijn daardoor tal van belangrijke archeologische vondsten gedaan.